# 比紹夫斯湖
54°6′45.190823″N 10°25′38.944244″E / 54.11255300639°N 10.42748451222°E
比紹夫斯湖（德語：Bischofssee），是德國的湖泊，位於該國北部石勒蘇益格-荷爾斯泰因州，由普倫縣負責管轄，面積0.48平方公里，平均水深4.4米，最大水深14米，水體容量213萬立方米，湖岸線長度4.2公里。